# جواو فيكتور (لاعب كرة قدم مواليد 1998)
جواو فيكتور (بالبرتغالية: João Victor da Silva Marcelino‏) هو لاعب كرة قدم برازيلي، ولد في 17 يوليو 1998 في باورو في البرازيل.

## وصلات خارجية
- جواو فيكتور (لاعب كرة قدم مواليد 1998) على موقع قاعدة بيانات كرة القدم.إي يو (الإنجليزية)
- جواو فيكتور (لاعب كرة قدم مواليد 1998) على موقع ليكيب (الفرنسية)
- جواو فيكتور (لاعب كرة قدم مواليد 1998) على موقع Soccerway.com (الإنجليزية)